# Oberbefehlshaber
Ein Oberbefehlshaber (OB, in der NATO-Sprache Englisch Commander-in-Chief, kurz CinC) ist ein militärischer oder ziviler Vorgesetzter, der
- eine Armee, eine Heeresgruppe, eine Teilstreitkraft oder
- alliierte Streitkräfte mehrerer Teilstreitkräfte oder ein Militärbündnis führt.

Gebräuchlich ist ferner die Bezeichnung Oberkommandierender. Teilweise wird in der Öffentlichkeit auch die Bezeichnung Oberkommandeur verwendet, die aber militärisch nicht exakt ist.
Häufig übt ein Staatsoberhaupt die Funktion des Oberbefehlshabers über die Streitkräfte seines Landes aus.

## Deutschland
Nach Art. 53 und 63 des Gesetzes betreffend die Verfassung des Deutschen Reichs vom 16. April 1871 standen die gesamte Landmacht und die Kriegsmarine in Krieg und Frieden unter dem Oberbefehl des Kaisers. Gem. Art. 47 der Weimarer Reichsverfassung hatte der Reichspräsident den Oberbefehl über die gesamte Wehrmacht des Reichs. Nach dem Wehrgesetz vom 21. Mai 1935 war der Führer und Reichskanzler der Oberste Befehlshaber der Wehrmacht. Nach der Blomberg-Fritsch-Krise übernahm Adolf Hitler mit seinem Erlass vom 4. Februar 1938 die Befehlsgewalt über die Wehrmacht unmittelbar.
Die bundesdeutsche Wehrverfassung von 1956 gab den früheren Begriff des Oberbefehls auf. In Friedenszeiten hat in Deutschland laut Art. 65a Grundgesetz (GG) der Bundesverteidigungsminister die Befehls- und Kommandogewalt inne. Er wird dabei vom Generalinspekteur der Bundeswehr beraten, der zwar ranghöchster Soldat ist, jedoch selbst keine besondere Kommandogewalt innehat. Mit Verkündung des Verteidigungsfalls geht gem. Art. 115b GG die Befehls- und Kommandogewalt auf den Bundeskanzler über.
Die Bundeswehr verfügt über keine Großverbände der Größenordnung Armee oder Heeresgruppe. Die Befehlshaber der drei Teilstreitkräfte Heer, Luftwaffe und Marine und der anderen Organisationsbereiche heißen „Inspekteure“: Der Inspekteur des Heeres, der Inspekteur der Luftwaffe, der Inspekteur der Marine, der Inspekteur des Sanitätsdienstes, der Inspekteur der Streitkräftebasis und der Inspekteur Cyber- und Informationsraum sind dem Generalinspekteur der Bundeswehr unmittelbar unterstellt.

## Österreich
In Österreich führt laut Artikel 80 des Bundes-Verfassungsgesetzes der Bundespräsident den Oberbefehl über das Bundesheer. Er verfügt aber über keine unmittelbare Befehls- und Verfügungsgewalt. Die Befehlsgewalt über das Bundesheer übt der Bundesminister für Verteidigung aus.

## Schweiz
Im Frieden führt der Chef der Armee die Schweizer Armee. Er bekleidet den Grad Korpskommandant und wird vom Bundesrat gewählt. Sobald ein größeres Truppenaufgebot vorgesehen oder erlassen ist, wählt die Vereinigte Bundesversammlung gestützt auf Artikel 168 Absatz 1 der Bundesverfassung den General (Oberbefehlshaber), der für die Dauer des Krieges die Armee führt.

## Vereinigte Staaten
Oberbefehlshaber der Streitkräfte der Vereinigten Staaten (Commander-in-Chief of the United States Armed Forces) ist der Präsident. Während ihm die Befehls- und Kommandogewalt über die Streitkräfte obliegt, hat allein der Kongress der USA das Recht, den Krieg zu erklären (Artikel 1, Absatz 8 der Verfassung).
Oberbefehlshaber der National- und Staatsgarden der US-Bundesstaaten sind die jeweiligen Gouverneure.

## NATO
Bei der Übersetzung von Bezeichnungen von NATO-Befehlshabern richtet sich die genaue Bezeichnung nach der Führungsebene innerhalb der NATO-Kommandostruktur.
Bis zur Inkraftsetzung der aktuell gültigen Struktur wurde unterschieden zwischen Major NATO Commanders (Oberste NATO-Befehlshaber), Major Subordinate Commanders (Oberbefehlshaber) und Principal Subordinate Commanders (Befehlshaber).
In der aktuellen Struktur finden sich „Oberste NATO-Befehlshaber“ auf der (militär-)strategischen Ebene mit dem Obersten Alliierten Befehlshaber Europa (Supreme Allied Commander Europe – SACEUR) und dem Obersten Alliierten Befehlshaber Transformation (Supreme Allied Commander Transformation – SACT).
Die Führer des Bündnisses (z. B. SACEUR), der alliierten regionalen Streitkräfte (Joint Forces Commands), bestehend aus Großverbänden aller Teilstreitkräfte und der multinationalen Armeen und Heeresgruppen, ausschließlich bestehend aus Großverbänden einer Teilstreitkraft (CC-AIR, CC-Mar, CC-Land) sind Oberbefehlshaber. Der Oberste Alliierte Befehlshaber der NATO wird häufig auch Oberkommandierender genannt.

## Warschauer Vertrag
Der höchste militärische Befehlshaber des Warschauer Vertrages trug die Bezeichnung Oberkommandierender der Vereinten Streitkräfte.